# العلاقات التشيلية المصرية
العلاقات التشيلية المصرية هي العلاقات الثنائية التي تجمع بين تشيلي ومصر.

## مقارنة بين البلدين
هذه مقارنة عامة ومرجعية للدولتين:
| وجه المقارنة                                              | تشيلي                         | مصر           |
| --------------------------------------------------------- | ----------------------------- | ------------- |
| المساحة (كم2)                                             | 756.10 ألف                    | 1.01 مليون    |
| عدد السكان (نسمة)                                         | 17.37 مليون                   | 94.80 مليون   |
| الكثافة السكانية (ن./كم²)                                 | 22.97                         | 93.86         |
| العاصمة                                                   | سانتياغو                      | القاهرة       |
| اللغة الرسمية                                             | اللغة الإسبانية               | اللغة العربية |
| العملة                                                    | بيزو تشيلي، وحدة حساب تشيلية ‏ | جنيه مصري     |
| الناتج المحلي الإجمالي (بليون دولار)                      | 277.08 مليار                  | 235.37 مليار  |
| الناتج المحلي الإجمالي (تعادل القوة الشرائية) بليون دولار | 419.39 مليار                  | 998.67 مليار  |
| الناتج المحلي الإجمالي الاسمي للفرد دولار أمريكي          | 13.42 ألف                     | 3.61 ألف      |
| الناتج المحلي الإجمالي للفرد دولار أمريكي                 | 22.07 ألف                     |               |
| مؤشر التنمية البشرية                                      | 0.832                         | 0.690         |
| رمز المكالمات الدولي                                      | +56                           | +20           |
| رمز الإنترنت                                              | .cl                           | .eg، .مصر     |
| المنطقة الزمنية                                           | 00، 00، 00، 00                | ت ع م+02:00   |

## منظمات دولية مشتركة
يشترك البلدان في عضوية مجموعة من المنظمات الدولية، منها:
| علم المنظمة | اسم المنظمة                               | تاريخ انضمام تشيلي | تاريخ انضمام مصر |
| ----------- | ----------------------------------------- | ------------------ | ---------------- |
|             | مؤسسة التنمية الدولية                     | 30 ديسمبر 1960     | 26 أكتوبر 1960   |
|             | يونسكو                                    | 7 يوليو 1953       | 22 يناير 1947    |
|             | وكالة ضمان الاستثمار متعدد الأطراف        | 12 أبريل 1988      | 12 أبريل 1988    |
|             | الأمم المتحدة                             | 24 أكتوبر 1945     | 24 أكتوبر 1945   |
|             | الفريق المعني برصد الأرض                  | ?                  | فبراير 2005      |
|             | الاتحاد البريدي العالمي                   | ?                  | ?                |
|             | البنك الدولي للإنشاء والتعمير             | 31 ديسمبر 1945     | 27 ديسمبر 1945   |
|             | المنظمة الهيدروغرافية الدولية             | ?                  | 21 يونيو 1921    |
|             | الاتحاد الدولي للاتصالات                  | 1908               | 9 ديسمبر 1876    |
|             | مؤسسة التمويل الدولية                     | 15 أبريل 1957      | 20 يوليو 1956    |
|             | المركز الدولي لتسوية المنازعات الاستشارية | 24 أكتوبر 1991     | 2 يونيو 1972     |
|             | منظمة التجارة العالمية                    | ?                  | 30 يونيو 1995    |
|             | منظمة الشرطة الجنائية الدولية             | ?                  | 7 سبتمبر 1923    |

## وصلات خارجية
- موقع وزارة الخارجية التشيلية
- موقع وزارة الخارجية المصرية